# كينجي توميتا (سياسي)
كينجي توميتا (بالكانا:とみた けんじ) هو سياسي ياباني، ولد في 1 نوفمبر 1897 في اليابان، وتوفي في 23 مارس 1977. حزبياً، نشط في الحزب الليبرالي الديمقراطي الياباني.